# Tijdelijke Commissie Infrastructuurprojecten
De Tijdelijke Commissie Infrastructuurprojecten (TCI; ook bekend als de Commissie-Duivesteijn) was ingesteld door het parlement om de besluitvorming en de controle op de uitvoering van grote infrastructurele werken te verbeteren. Deze commissie hield zitting van 30 augustus tot 17 september 2004, waarna na afloop een rapport werd uitgebracht. 
De twee belangrijkste infrastructurele werken die bestudeerd werden waren de Betuweroute en de HSL-Zuid. 
De commissie was benoemd door de Tweede Kamer op 19 november 2003.
Het eindrapport werd op 15 december 2004 openbaar gemaakt.

## Leden
De commissie bestond uit de volgende leden:
- Adri Duivesteijn, PvdA, voorzitter
- Charlie Aptroot, VVD, ondervoorzitter
- Arie Slob, ChristenUnie
- Ger Koopmans, CDA
- Max Hermans, LPF

## Aanpak
De aanpak van de Tijdelijke Commissie Infrastructuurprojecten bestond uit vier stappen:
1. Vaststelling van een concept-toetsingskader: hierbij wordt geformuleerd op welke wijze de Kamer idealiter betrokken zou willen zijn bij grote infrastructuurprojecten;
2. Reconstructie van het verloop van de projecten de Betuweroute en HSL-Zuid;
3. Confrontatie van het concept-toetsingskader met de reconstructie van de projecten van de HSL-Zuid en Betuweroute, vaststelling van het toetsingskader en het (prospectief) beschrijven van eisen die het toetsingskader stelt aan een toekomstgericht project;
4. Samenbrengen van stap 1 tot en met 3 in eindrapport inclusief conclusies en aanbevelingen.

## Resultaat
Het toepassen van een structuurvisie-onderzoek en bijhorende rapportage zou de besluitvorming van het kabinet kunnen verbeteren. Deze werkwijze zou op het project Zuiderzeelijn worden toegepast.